# NGC 7376
NGC 7376 је лентикуларна галаксија у сазвежђу Пегаз која се налази на NGC листи објеката дубоког неба.
Деклинација објекта је + 3° 38' 43" а ректасцензија 22h 47m 17,5s. Привидна величина (магнитуда) објекта NGC 7376 износи 14,6 а фотографска магнитуда 15,5. NGC 7376 је још познат и под ознакама CGCG 379-6, KUG 2244+033, PGC 69715.